# Hlinsko pod Hostýnem
Hlinsko pod Hostýnem je vesnice, místní část města Bystřice pod Hostýnem. V minulosti se jednalo o samostatnou obec. Nachází se mezi městy Bystřicí pod Hostýnem a Holešovem, v okrese Kroměříž ve Zlínském kraji. Etnograficky se řadí k Hané, konkrétně k její části jménem hostýnské (příp. podhostýnské, bystřické – nevládne jednotný úzus názvu) Záhoří. Ta představovala přechodné pásmo mezi Hanou a Valašskem.

## Historie
Historicky první zmínka o Hlinsku pod Hostýnem pochází z roku 1348. Jedná se o informaci, že Vavřinec z Količína pustil své zboží v Hlinsku zeti Oldřichovi. Z roku 1731 se nám dochovala první hlinská pečeť. V minulosti v této vesnici žili především sedláci a chalupníci, dochovaly se nám však zprávy také o zdejších tkalcích, ševcích, řeznících, stolařích a kovářích. Roku 1886 zachvátil část vesnice požár a shořely domy čísla popisného 5-42. V roce 1912 bylo Hlinsko postihnuto velkým krupobitím. Mezi nejstarší zdejší rody patří Dvorníkovi, Masní, Navrátilovi, Sedlaříkovi a Škařupovi. 
V Hlinsku není kostel, ale jen kaplička. Zdejší římští katolíci se hlásí k bílavské farnosti. Dříve se v obci směrem na Prusinovice nacházela i boží muka s obrázkem sv. Antonína Paduánského, která roku 1919 nechal postavit Rudolf Janalík jako poděkování za šťastný návrat z 1. světové války. Během komunismu však byla kvůli narovnávání cesty zbořena.
V minulosti se hlinské děti vyučovaly v blízkém Bílavsku, v roce 1908 byla jednotřídka otevřena i v Hlinsku. Po jejím zániku navštěvovaly děti školu na Rusavě, dnes nejčastěji v Holešově nebo v Bystřici pod Hostýnem.
Původně se v Hlinsku nacházely dvě hospody, dnes už funguje pouze restaurace – dříve hostinec – Na Žebračce. Její pohostinská historie sahá až do roku 1789.  Za komunismu byl ve vesnici postaven kulturní dům, který v současnosti poskytuje prostory zdejší knihovně, poště, lékařské a zubní ordinaci a kadeřnictví. V jeho prvním patře se pořádají společenské události (plesy, vinobraní, košty slivovice atd.). Mimoto se v této obci nachází obchod Coop, autobazar, stavebniny, multifunkční hřiště a dětské hřiště. Hlinsko má také aktivní fotbalové mužstvo, které pořádá fotbalové turnaje. 

## Obyvatelstvo

### Struktura
Vývoj počtu obyvatel za celou obec i za jeho jednotlivé části uvádí tabulka níže, ve které se zobrazuje i příslušnost jednotlivých částí k obci či následné odtržení.
| Místní části   | Místní části              | 1869 | 1880 | 1890 | 1900 | 1910 | 1921 | 1930 | 1950 | 1961 | 1970 | 1980 | 1991 | 2001 | 2011 |
| -------------- | ------------------------- | ---- | ---- | ---- | ---- | ---- | ---- | ---- | ---- | ---- | ---- | ---- | ---- | ---- | ---- |
| Počet obyvatel | část Hlinsko pod Hostýnem | 311  | 334  | 379  | 377  | 410  | 423  | 380  | 362  | 384  | 407  | 373  | 337  | 351  | 299  |
| Počet domů     | část Hlinsko pod Hostýnem | 44   | 54   | 60   | 65   | 67   | 71   | 82   | 95   | 99   | 105  | 100  | 115  | 115  | 115  |

## Galerie

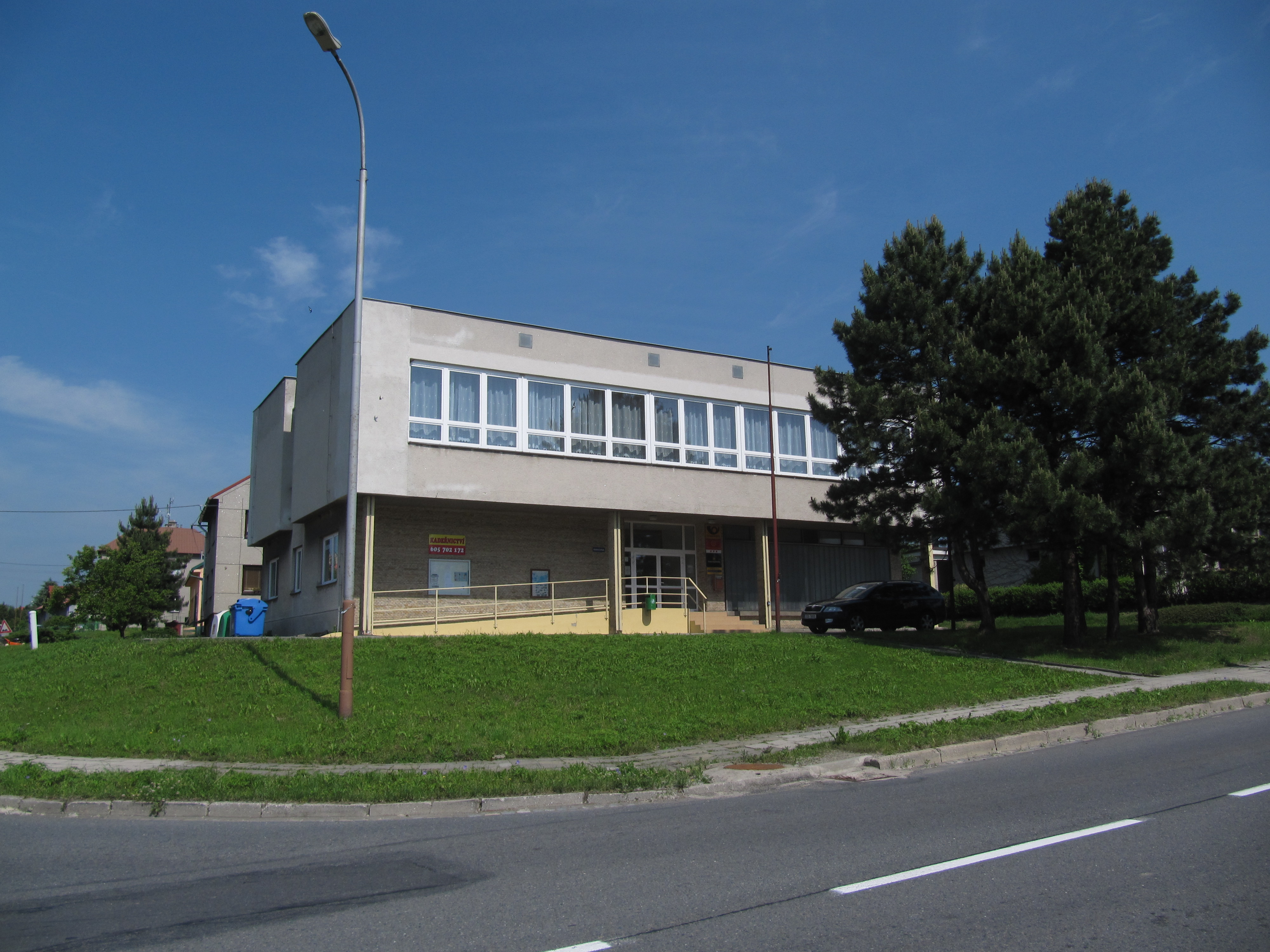
Pošta
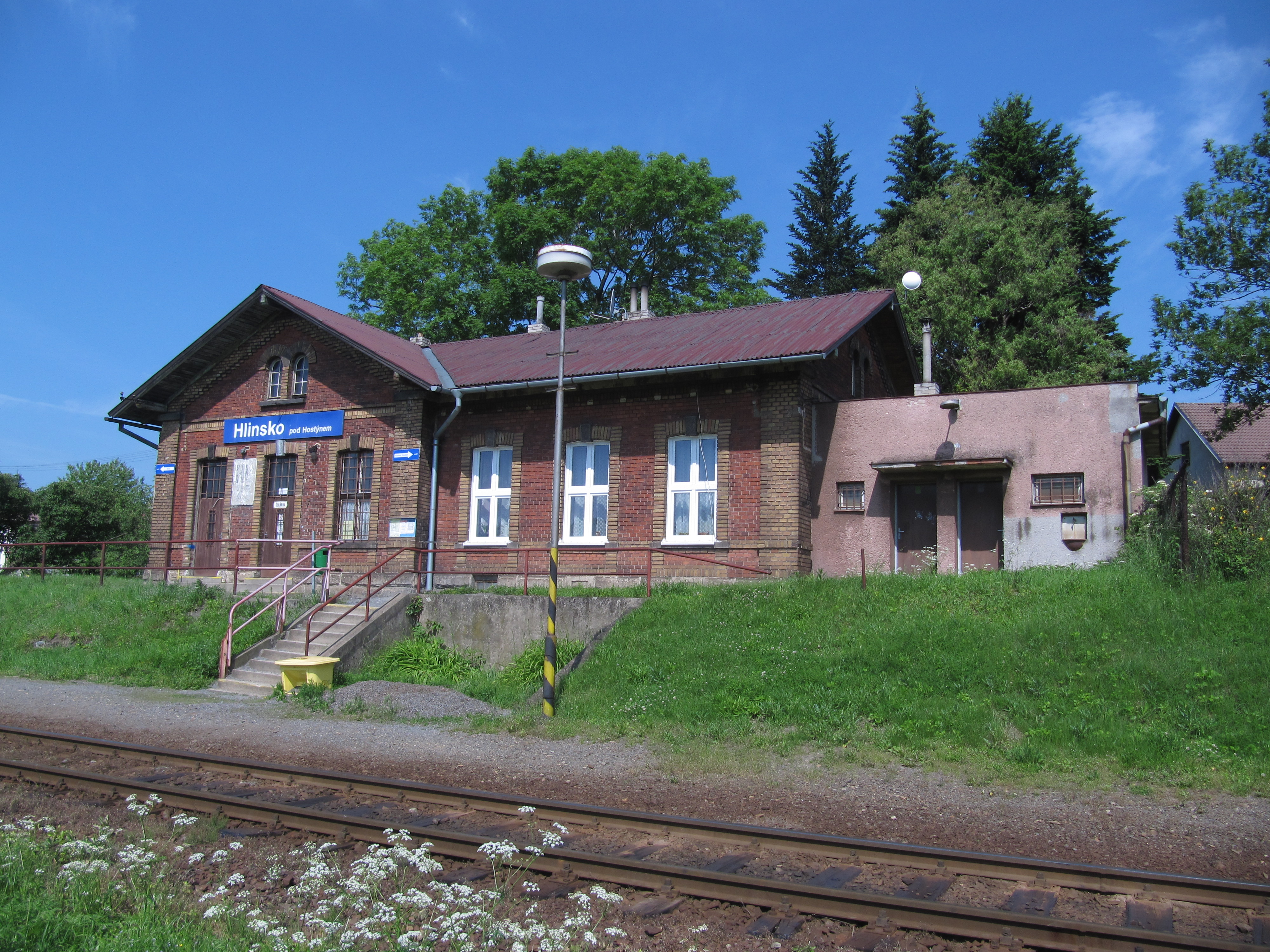
Nádraží na trati Hulín-Valašské Meziříčí
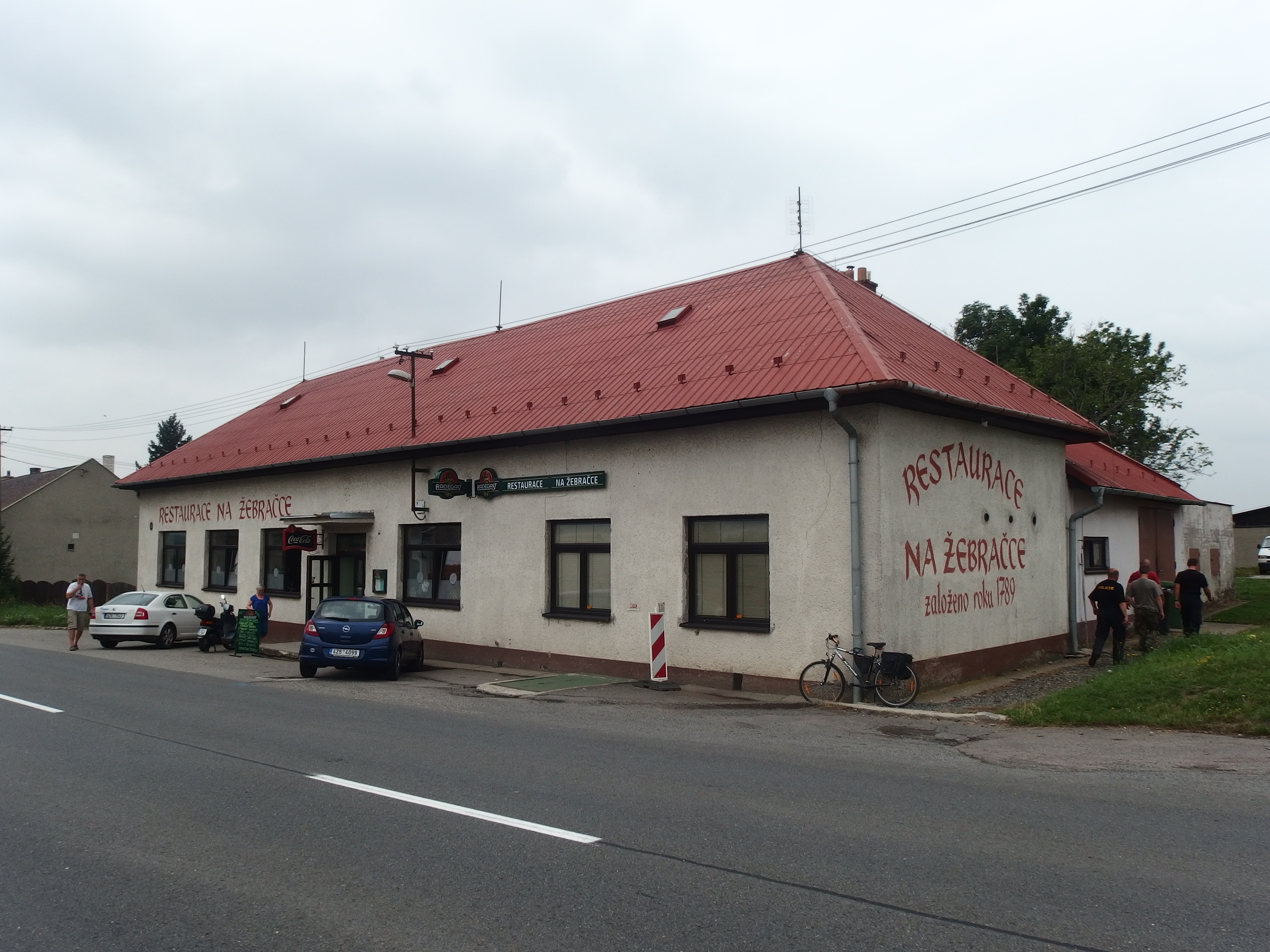
Restaurace Na Žebračce

## Pamětihodnosti
- Zvonice na návsí

- Památník obětem světových válek
- Kamenný kříž u domu č.p. 135